# Haemanthus sanguineus
Haemanthus sanguineus là một loài thực vật có hoa trong họ Amaryllidaceae. Loài này được Jacq. mô tả khoa học đầu tiên năm 1804.

## Hình ảnh

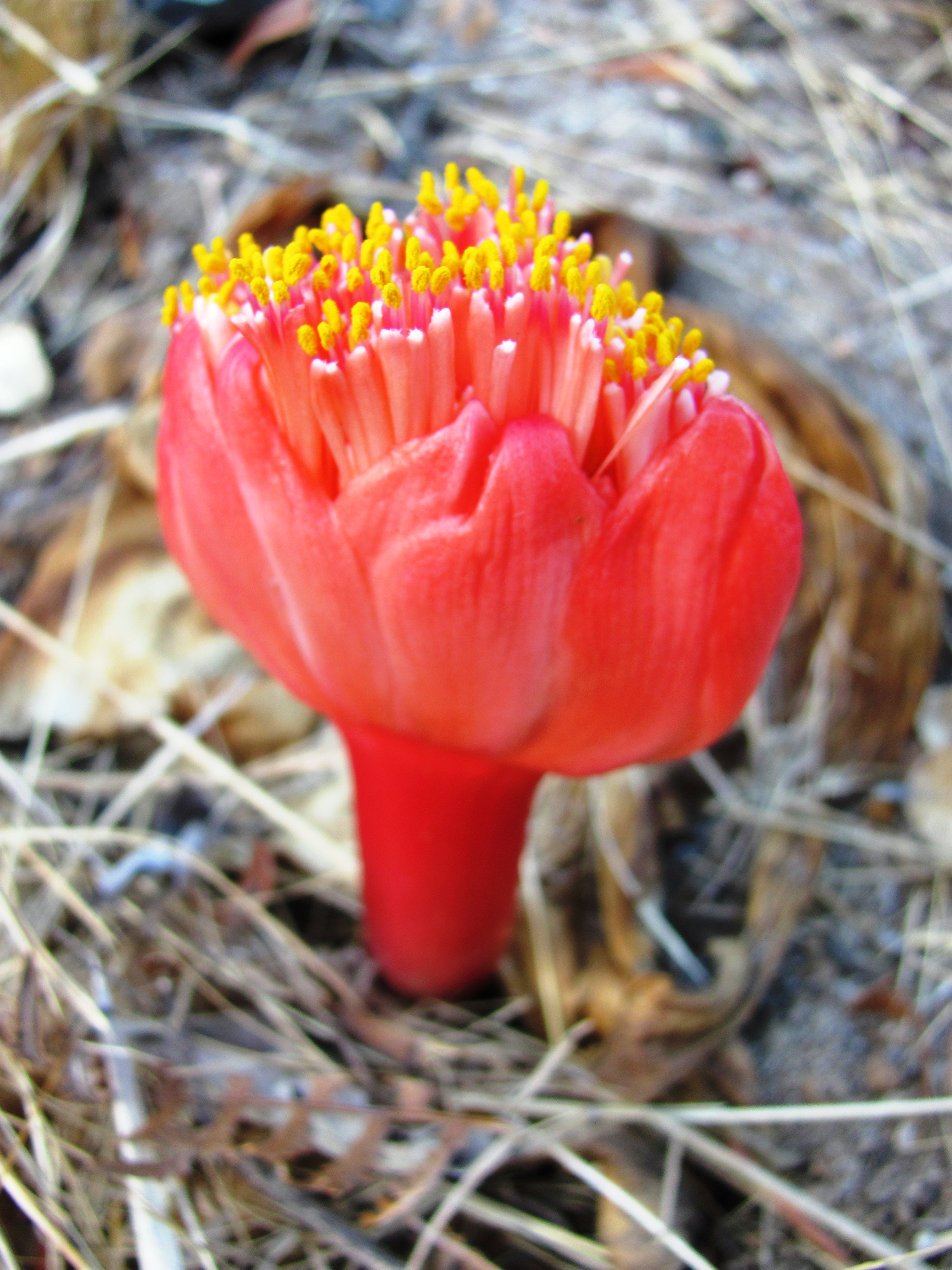
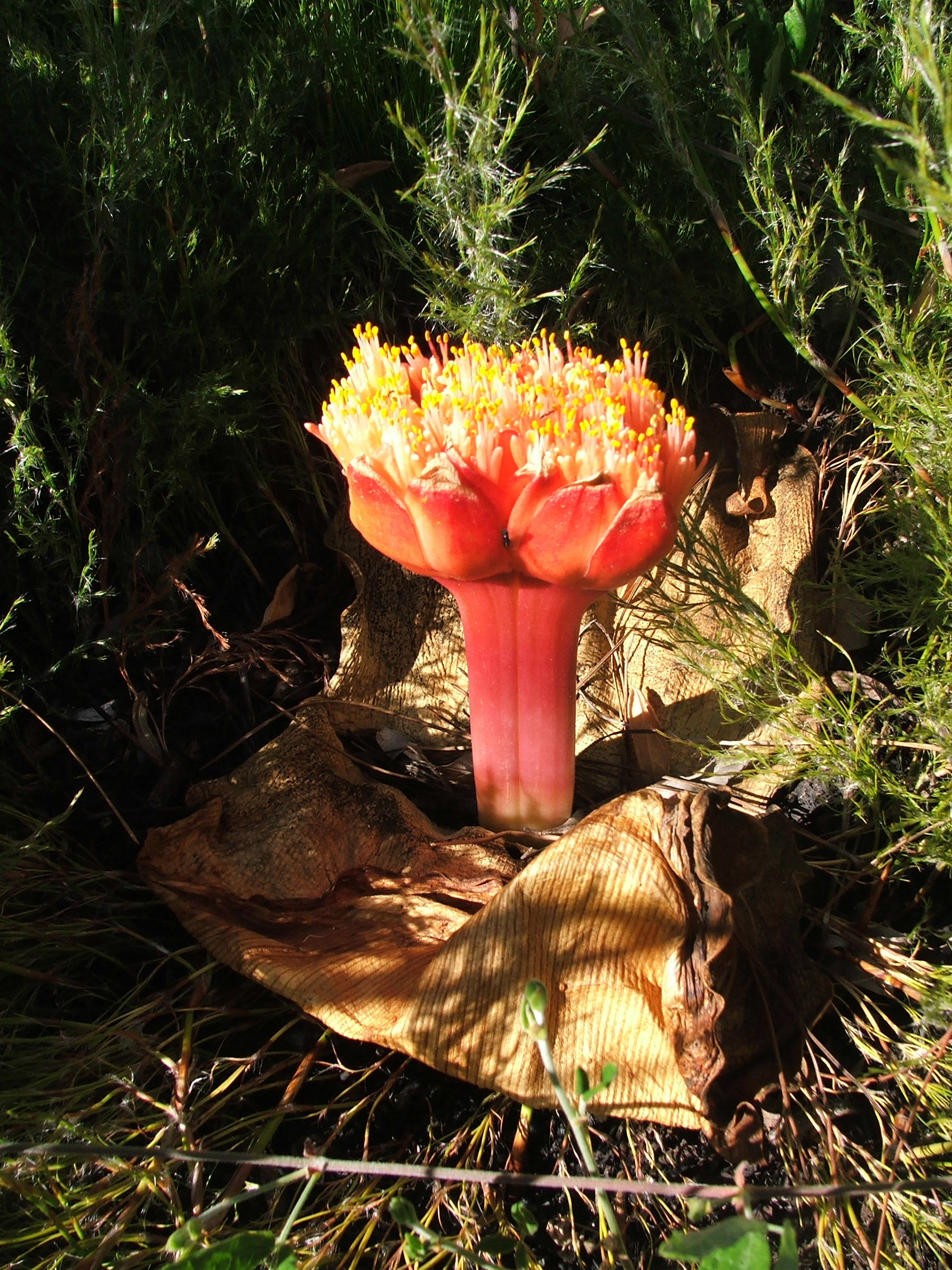
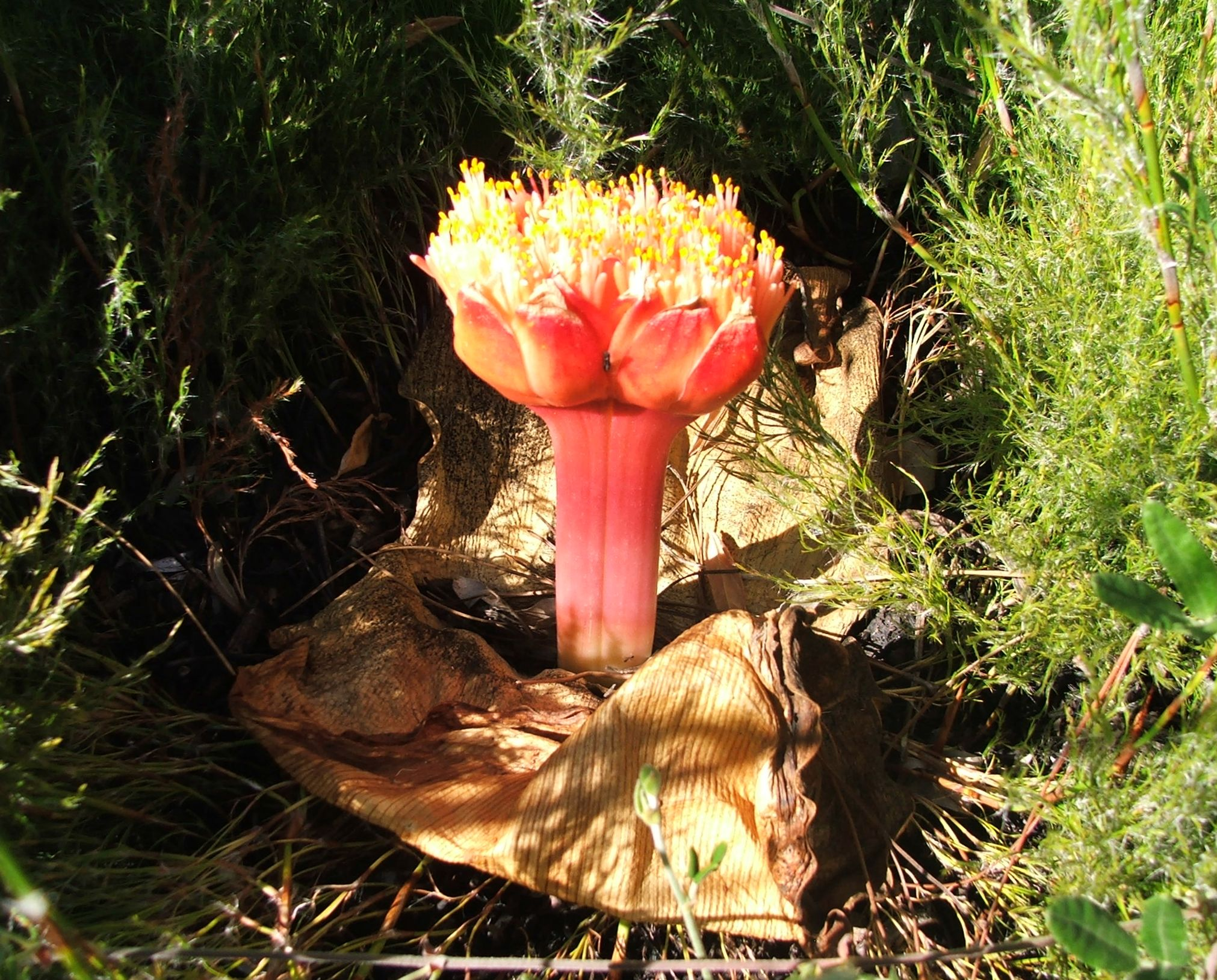
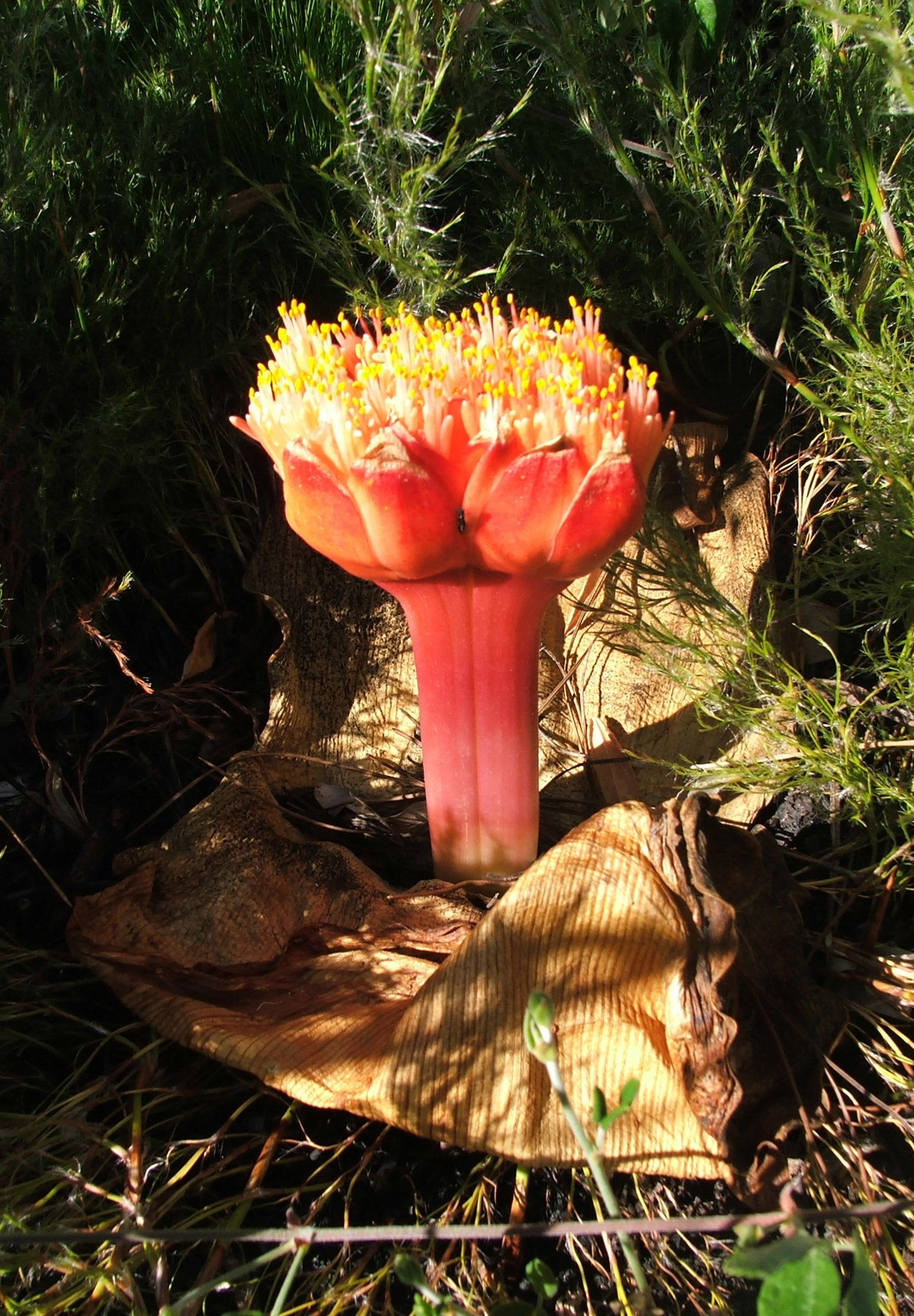